# Rosebruch
Rosebruch ist ein Ortsteil der Stadt Visselhövede im niedersächsischen Landkreis Rotenburg (Wümme).

## Geografie
Rosebruch liegt im nördlichen Bereich der Stadt Visselhövede, 6,5 km nördlich vom Kernort Visselhövede. Zu Rosebruch gehören noch Moordorf und Hütthof.
Vier Bäche verlaufen durch Rosebruch: die Wiedau (im Landkreis Heidekreis auch Mehlandsbach genannt), der Hahnenbach, die Rodau und der Schweinekobenbach.
Nachbarorte sind – von Norden aus im Uhrzeigersinn – Hemslingen, Söhlingen, Tewel, Brochdorf, Drögenbostel, Hiddingen, Buchholz, Wittorf und Bothel.

## Geschichte
Südlich des Ortes lag die heute verschwundene Turmhügelburg Radesbroke.
Seit der Gebietsreform, die am 1. März 1974 in Kraft trat, ist die vorher selbstständige Gemeinde Rosebruch eine von 15 Ortschaften der Stadt Visselhövede.

## Politik
Ortsvorsteher ist Volker Carstens.

## Kultur und Sehenswürdigkeiten
- Wohn- und Wirtschaftsgebäude Moordorf 6 von 1783 in Fachwerk mit Satteldach
- Theater Metronom im Ortsteil Hütthof mit abwechslungsreichem Programm mit 50 – 60 Vorstellungen im Jahr bei 100 Sitzplätzen.[4]

## Wirtschaft und Infrastruktur
Die Bundesautobahn 27 verläuft 20 km entfernt südwestlich. Die von Bomlitz über Visselhövede nach Rotenburg (Wümme) führende Bundesstraße 440 verläuft südwestlich, 5 km entfernt. Die Bundesstraße 71 von Soltau über Neuenkirchen nach Rotenburg (Wümme) verläuft in 5 km Entfernung nordöstlich.
In Rosebruch gibt es keine Straßenbezeichnungen, sondern nur Hausnummern.